# Ackbar admirális
Ackbar admirális igazi nevén Gial Ackbar kitalált szereplő a Csillagok háborúja elképzelt univerzumában. Ackbar a mon calamari fajba tartozik, aki hűségesen szolgálta a Lázadó Szövetséget és a legfőbb vezére volt. Később az Új Köztársaság oldalán kamatoztatta tudását és hűségét. Kitüntetésnek vette kinevezését az Új Köztársasági Védelmi Erők főparancsnokának. Az endori csata után 29 évvel csatlakozott az Ellenálláshoz, hogy legyőzzék az Első Rendet.

## Életrajz

### A háború előtt (Y. e. 44 – Y. e. 19)
A vízzel borított Dacon született Ackbar gyermekkorától fogva érdeklődött a tudományok és a tenger iránt. Miután befejezte tanulmányait, megválasztották Korallváros képviselőjének a Calamari Tanácsban. A klónok háborúja alatt a Mon Calamari űrkutatás támogatója lett. A klónok háborújában hűségesen szolgált Obi-Wan és Anakin mellett.

### Ellenállási vezér – rabszolga (Y. e. 19 – Y. e. 1)
YE 19- ben, amikor Palpatine kikiáltotta a Galaktikus Birodalmat a Calamari Tanács vezetőjévé választották. Amikor a birodalmi csatahajók megérkeztek hazájához Palpatine akaratát érvényesíteni, Ackbar megpróbált tárgyalást kezdeményezni. Ám a mon calamarik és quarrenek csakhamar rabszolgaságba kerültek, miközben az orbitális hajógyárakat államosították. Ackbar nemsokára egy ellenállási mozgalom élére állt, és időlegesen felszabadította bolygóját a rabság alól. Azonban az Uralkodó válaszlépésre szánta el magát. A hadművelet végén Ackbar, afféle ajándékként, Wilhuff Tarkin nagymoffhoz került. A mellette töltött idő alatt fontos tanulmányokat sajátított el Tarkintól és társaitól az elnyomást illetően, olyan birodalmi terveket is megismert, mint az Első Halálcsillag. Bár a nagymoff meglehetősen tisztelte, Ackbar mégis erkölcsi tekintetben az ellentéte volt neki. Amikor elérte a Lázadók Szövetségét a hír, miszerint Tarkin Bevel Lemeliskkel elutazik a Halálcsillag megtekintésére, a felkelők egy akciót indítottak a páros elfogására. A Szövetség az Eriadu rendszernél a Vehemence Nebulon-B fregattjával feltartóztatta Tarkin űrkompját, ám az Y-szárnyú vadászgépek csak az Ackbart szállító járművet tudták cselekvésképtelenné tenni az erősítésként odaküldött Imperial-osztályú csillagromboló érkezése előtt.
A kiszabadulása után Ackbar és a Halálcsillagról szerzett tudása elhomályosította a sikertelen eriadui hadműveletet. Emellett a mon calamarik körében is sokan támogatták az ötletet, miszerint ajánlják fel hajóikat Mon Mothmáék számára. Ackbar végül elmondta a Szövetségnek, hogy a Birodalom által elpusztított Mon Calamari flottáról szóló anyagokat a Caridánál tárolják. Ezzel felcsillant a remény a Mon Calamari csillagcirkálók visszaszerzésére, újjáépítésére.

### A lázadók vezetője (Y. u. 1—Y. u. 4)
A fordulatot követően Ackbar vezette a felkelőket a turkhanai csatában, mely a Szövetség első kisebb győzelmének számított a Birodalmi Űrflotta ellen. Ackbar megkapta a parancsnoki címet, mely a calamariknál az admirálisi tisztnek felelt meg. Ezután gyorsan lépkedett felfelé a ranglétrán, a verőinek által tervezett B-szárnyú vadászgépek kifejlesztése (Shantipole Terv) után flottaadmirális lett.
A Yavin IV-en létesített bázis elpusztulását követően Ackbar személyesen is részt vett új támaszpontok létrehozásában. Egyebek mellett a Boz Pityn és a Saleucamin kutatott lehetséges helyszínek után. A Boz Pityn vívott csatában Ackbar súlyosan megsebesült, életét a Renegát Osztag mentette meg azzal, hogy gyorsan bactatartályhoz vitték.
Hat hónappal a yavini csata után Ackbar és legénysége kényszerleszállást hajtott végre egy nehéz teherhajóval a Daluuj felett, amikor is birodalmi támadás érte őket. Onnan Han Solo, Leia Organa Solo és Luke Skywalker mentette ki őket. Ackbar hálából egy elterelő hadműveletet indított a Vallusk ködbe annak érdekében, hogy a lázadók áttörhessék a Massassi Állomásnál a birodalmiak Yavin rendszer körül felállított blokádját.  A stratégiáját tekintve leginkább vakmerő taktikájával vált ismertté, első jelentős támadását az Endornál irányította.

#### Az endori győzelem
YU 4-ben Ackbar irányította a Lázadó Flottát az endori ütközetben. Amikor észrevette, hogy a flotta egyenesen a Birodalom által felállított csapdájába került, visszavonulást akart elrendelni, figyelembe véve az eshetőségeket. Belátta, hogy a felkelő flotta megsemmisülése egyben a Szövetség végső vereségét is jelentené, hiszen a Hothon létesített főbázis elvesztése után az űrhaderő maradt a Szövetség utolsó fontos támpillére. Végül azonban Ackbar elfogadta Lando Calrissian tábornok tanácsát, és szembeszállt a bekerítő hadműveletet alkalmazó birodalmiakkal. Ahogy a szerencsejátékos a segédkoordináták segítségével visszafordította a vadászokat az irányba, a nagyobb csatahajók halálos küzdelembe merültek az ellenséggel.
Amikor a Második Halálcsillag pajzsai lehullottak, Ackbar erői a harcállomás felszínét kezdték bombázni. Eközben a lázadók továbbra is harcban álltak Firmus Piett hajóival. Az ütközet fordulópontján a lázadók több más csillagromboló mellett megsemmisítették az. Ackbar parancsot adott a koncentrált tűzerőre a birodalmi zászlóshajó ellen, így az Executor pajzsai rövidesen felmondták a szolgálatot. A meggyengült csillagrombolóba aztán kamikaze-módon belerepült egy sérült RZ-1 A-szárnyú elfogó. A csata befejeztével, amelyben a Halálcsillag végül felrobbant, Ackbar folytatta a birodalmi flotta felszámolására irányuló harcokat, több csillagrombolót is elfogva. A Szövetség végső győzelméhez felhasználta a Kenobi-offenzíva egyes részeit.
Amikor a birodalmi erők meghátráltak, a lázadók győzelme teljessé vált. Ackbar flottája véghez vitte azt, ami korábban elképzelhetetlen volt a Birodalom legyőzése. Ez volt Ackbar munkálkodásának fénypontja, hosszú pályafutása egyik legnagyszerűbb győzelme.

### Az Új Köztársaság szolgálatában (Y. u. 5 – Y. u. 28)
Miután, hogy a Lázadó Szövetség átalakult Új Köztársasággá  Ackbar aláírta az Új Köztársasági Nyilatkozatot. Ezalatt olyan ravasz taktikák kifejlesztésén dolgozott, mint az úgynevezett 2Ackbar-vágás vagy a "Thrawn-olló. A Belső Tanács tagjaként, az Új Köztársaság Védelmi Erőinek főparancsnokaként továbbra is a legmagasabb katonai rangot töltötte be. Ackbar már egészen az endori ütközettől kezdve igyekezett kialakítani a fiatal Új Köztársaság harci stratégiáját. A kezdeti hadműveletek, mint például a Clak'dor VII felszabadítása, a Kuat és a Külső Peremvidéket célozták. A Magba irányuló fő invázió előtt több területi gyarapodás is bekövetkezett: felszabadult a Raltiirt, a köztársaságiak elfoglalták a Brentaalt, a Recopia pedig csatlakozott a kialakuló bolygószövetséghez. Ekkor azonban még a Mag zöme még a Birodalom fennhatósága alá tartozott, habár az Új Köztársaság rendelkezett titkos utánpótlásvonalakkal.
Miután, hogy a Birodalmat legyőzték a Jakkunál és a birodalom végső vereséget szenvedett Ackbar a következő években is hűségesen szolgálta az Új Köztársaság Csillagflottáját.

### Az Ellenállás szolgálatában (Y. u. 29)
Miután, hogy Leia elpusztította az amaxin harcosok bázisát a Sibenskón elhagyta a Galaktikus Szenátust, hogy legyőzzék a titokzatos ellenséget, amit Rinnrivin Di és Arliz Hadrassian titokban támogatott. Ezután megalapította az Ellenállást. Ackbar csatlakozott az Ellenálláshoz, hogy segítse. Részt vett a Csillagpusztító Bázis elleni támadás eligazításában. Hála Poe Dameronnak a Csillagpusztító Bázis megsemmisült.

#### Az utolsó jedik
Ackbar a 8. epizódban a hajóhíd robbanásakor kiesik az űrbe és életét veszti.